# 張鳳羾
張鳳羾（1467年—？年），字來儀，四川嘉定府夾江縣人，明朝政治人物。

## 生平
四川鄉試第十二名舉人。弘治九年（1496年）中式丙辰科進士會試第八十名，二甲第七十七名進士。曾任山西大同府知府，正德七年（1512年）十二月陞山西兵備副使，十二年正月考察以不謹闲住。

## 家族
曾祖張彪；祖父張文清，教諭；父張瀾，遇例冠帶。母周氏。具慶下。